# Amber Joseph
Amber Joseph (Bridgetown, 15 december 1999) Barbadiaans wielrenster die zowel op de baan als op de weg actief is.

## Carrière
Als kind deed Joseph onder anderen aan zwemmen en triathlons. Toen ze de overstap maakte naar de wielersport werkte ze veel samen met landgenoot Barry Forde. Op haar dertiende verhuisde ze samen met haar moeder naar het Verenigd Koninkrijk. Op de baan won ze meerdere medailles op de Pan-Amerikaanse kampioenschappen baanwielrennen en nam ze deel aan meerdere Spelen zoals de Pan-Amerikaanse, die van de Gemenebest en de Centraal-Amerikaans en Caraïbische. Tussen 2019 en 2023 nam ze tevens onafgebroken deel aan de wereldkampioenschappen baanwielrennen.
Op de weg werd ze in 2021 voor het eerst nationaal kampioene en zegevierde ze ook in de tijdrit. De tijdrit titel wist ze in de drie jaren daarna ook te behalen, op de weg was ze wederom succesvol in 2023 en 2024. In 2020 nam ze deel aan de wegwedstrijd op de Wereldkampioenschappen wielrennen, ze finishte hier als 47e.

## Palmares

### Baan
| Jaar        | BK          | P-AK                                                 | WK                                     | Overige                                                                                               |
| Als juniore | Als juniore | Als juniore                                          | Als juniore                            | Als juniore                                                                                           |
| ----------- | ----------- | ---------------------------------------------------- | -------------------------------------- | --- |
| 2016        |             | omnium                                               |                                        | |
| 2017        |             | puntenkoers · omnium                                 |                                        | |
| Als elite   |             |                                                      |                                        | |
| 2018        |             | 5e scratch 6e omnium 7e puntenkoers                  |                                        | Centraal-Amerikaanse en Caraïbische Spelen: · achtervolging · 4e puntenkoers · 4e scratch · 7e omnium |
| 2019        |             | 4e omnium 4e puntenkoers 4e scratch                  | 7e scratch 11e puntenkoers             | 6e omnium                                                                                             |
| 2020        |             |                                                      | 13e puntenkoers 15e scratch            | |
| 2021        |             | scratch · puntenkoers · 4e afvalkoers · 4e omnium    | 19e scratch                            | |
| 2022        |             | scratch · omnium · puntenkoers                       | 15e puntenkoers 22e scratch 23e omnium | Gemenebestspelen: 9e scratch                                                                          |
| 2023        |             | 5e puntenkoers 7e omnnium 7e scratch                 | 21e scratch 23e omnium                 | Centraal-Amerikaanse en Caraïbische Spelen: · omnium · Pan-Amerikaanse Spelen: · 6e omnium            |
| 2024        |             | scratch · 4e afvalkoers · 5e puntenkoers · 7e omnium |                                        | |

### Weg
2021
 Barbadiaans kampioene op de weg, elite
 Barbadiaans kampioene tijdrijden, elite
Caraïbisch kampioene op de weg, elite
2022
 Barbadiaans kampioene tijdrijden, elite
2023
 Barbadiaans kampioene tijdrijden, elite
 Barbadiaans kampioene op de weg, elite
2024
 Barbadiaans kampioene tijdrijden, elite
 Barbadiaans kampioene op de weg, elite

#### Resultaten in voornaamste wedstrijden
| Jaar |  | WK op de weg |
| ---- |  | ------------ |
| 2020 |  | 47e          |